# Pitthea flavipicta
Pitthea flavipicta là một loài bướm đêm trong họ Geometridae.